# 1er arrondissement de Cotonou
Pour les articles homonymes, voir 1er arrondissement.
Le 1er arrondissement de Cotonou est l'un des treize arrondissements de la commune de Cotonou dans le département du Littoral au Bénin.

## Géographie
Le 1er arrondissement de Cotonou est situé dans le Sud du Bénin et compte dix quartiers que sont Dandji, Donaten, Finagnon, Tchanhounkpame, Tokplegbe, Avotrou, N'venamede, Suru-lere, Tanto et Yagbe.

## Démographie
Selon le recensement de la population de 2013 conduit par l'Institut national de la statistique et de l'analyse économique (INSAE), le 1er arrondissement de Cotonou compte 57 962 habitants.